# پیروکلر
پیروکلر  (به انگلیسی: Pyrochlore) با فرمول شیمیایی (NaCa)2 (NbTiTa)2O6 (OHFO) از مجموعه کانی هاست و دارای خاصیت رادیواکتیویته‌است که بستگی به میزان U در آن دارد. از واژه‌های یونانی pur بمعنای آتش و Khloros یعنی سبز گرفته شده‌است. به سختی در HCl , H2SO۴ یا HF حل می‌شود. درHF با حرارت شعله مقداری حل می‌شود. متغیر با ادخال‌های فراوان U و آهن اندک برای اولین بار در روسیه کشف شد و از نظر شکل بلور: اکتائدر - هگزائدر - ماکله، رنگ: قهوه ای، شفافیت: نیمه کدر- کدر(اپاک)، شکستگی: صدفی - نامنظم، جلا: چرب، رخ: ناقص، سیستم تبلور: مکعبی و در رده‌بندی اکسید است همچنین خاصیت مغناطیسی ندارد و منشأ تشکیل آن کربناتی - پگماتیتی است.
همایند کانی‌شناسی (پارانژ) آن رنگ اثر خط - واکنش‌های شیمیاییاشعه Xمیکرولیت - پراوسکیت- آپاتیت- نفلین- آلانیت- زیرکن است
، از نظر ژیزمان بلوری - آگرگات دانه‌ای - بلورهای اشباع شده کمیاب است و بیشتر در آلمان غربی، نروژ، تانزانیا، اوگاندا، زیمبابوه، مالاوی یافت می‌شود.

## منبع
- پردیس کشاورزی ایران